# عون الشريف قاسم
البروفيسور عون الشريف قاسم سوداني من أصل يمني، لم يكن يحمل الجنسية  اليمنية بالرغم من اصوله اليمنية كان يحمل الجنسية  السودانية فقط من ميلاده حتى مماته حتى أواسط الثمانينات من القرن الماضي.
البروفيسور عون الشريف قاسم أستاذ جامعي، وزير للشئون الدينية والأوقاف في السودان. وهو كاتب ومرجع في علم الأنساب وباحث أكاديمي مشهور على نطاق الوطن العربي والأمة الإسلامية.

## السيرة
للراحل البروفيسور عون الشريف قاسم.
- ولد في حلفاية الملوك السودان عام 1933م.
- درس بمدرسة حلفاية الملوك الأولية ومدرسة الخرطوم بحري الابتدائية ومدرسة وادي سيدنا الثانوية.
- نال بكالوريوس الآداب من جامعة الخرطوم عام 1957 م
- نال الماجستير في الآداب من جامع لندن عام 1960 م.
- نال الدكتوراه في الفلسفة من جامعة أدنبرة عام 1967 م.
- عمل محاضراً بمدرسة الدراسات الشرقية والأفريقية بجامعة لندن من عام 1959- 1961 م
- عمل محاضراً لشعبة اللغة العربية كلية الآداب جامعة الخرطوم من عام 1961 وحتى 1964 م
- عمل محاضرا أول بجامعة الخرطوم 1969
- مدير قسم الترجمة من 1969 وحتى عام 1970 م
- عين وزيراً للأوقاف والشئون الدينية عام 1973 م
- رئيس المجلس الأعلى للشئون الدينية عام 1980 م
- أستاذ الأدب العربي بجامعة الخرطوم عام 1982 م
- رئيس تحرير مجلة الدراسات السودانية 1968-1982 م
- رئيس مجلس جامعة أم درمان الإسلامية 1976 -1982 م
- رئيس مجلس إدارة دار الصحافة للطباعة والنشر 1977-1982 م
- رئيس تحرير مجلة الوادي (عن دار الصحافة وروز اليوسف) 1979 م-1982 م
- منح وسام العلم والآداب والفنون عام 1979 م
- مدير معهد الخرطوم الدولي للغة العربية عام 1988 م
- رئيس مجلس جامعة الخرطوم 1990-1994 م.
- منحته جمهورية مصر العربية وسام العلم من الدرجة الأولى 1993 م.
- مدير جامعة أم درمان الأهلية 1996 م.
- له عدد كبير من الكتب والأبحاث
- عضو المكتب السياسي للإتحاد الاشتراكي السوداني بالخرطوم

## أعماله
في الفكر الإسلامي والتاريخ والتراث السوداني
لبروفيسور عون الشريف قاسم له إسهامات عديدة في الجانب 
الأدبي والديني نذكر منها:-
- العامية في السودان
- خواطر إسلامية صدر عام 1978 م
- الدين في حياتنا 1975 م
- التراث الروحي والبعث القومي 1976 م
- دبلوماسية محمد –دراسة لنشأة الدولة الإسلامية في ضوء رسائل
- النبي صلى الله عليه وسلم ومعاهداته عام 1971 م
- شعر البصرة في العهد الأموي - دراسة في السياسة والاجتماع

عام 1972 م 
- العامية في السودان (نسختان)
- حلفاية الملوك التاريخ والبشر عام 1988 م
- في الثورة الحضارية عام 1977 م
- في صحبة القرآن عام 1979 م
- في معركة التراث عام 1972 م
- قاموس اللهجة العامية في السودان الطبعة الأولى عام 1972 م
- قاموس اللهجة العامية في السودان الطبعة الثانية عام 1977 م
- المرتكزات الفكرية لبعث رسالة المسجد عام 1975 م
- من قضايا البعث الحضاري 1971 م
- موسوعة الثقافة الإسلامية عام 1975 م
- كتب المطالعة في المدارس الأولية في السودان – نقد وتحليل

عام 1969 م 
- لمحات من مقاييس النقد الشعري
- نظرات في كتاب الله عام 1979 م.
- موسوعة القبائل والأنساب في السودان وأشهر أسماء الأعلام
- والأماكن (تتكون هذه الموسوعة من ستة أجزاء)

## وفاته
بلغ من العمر 73 عاما وتوفي في 20 يناير 2006.

## انظر ايضاً
- عبد الرحيم مكاوي
- أحمد إلياس حسين
- الطيب زين العابدين
- علي صالح كرار